# São Pedro da Cadeira
São Pedro da Cadeira is een plaats (freguesia) in de Portugese gemeente Torres Vedras en telt 4339 inwoners (2001).